# Poschechonje
Poschechonje (russisch Пошехонье) ist eine Kleinstadt in der Oblast Jaroslawl (Russland) mit 6084 Einwohnern (Stand 14. Oktober 2010).

## Geografie
Die Stadt liegt in der Mologa-Scheksna-Niederung etwa 150 Kilometer nordwestlich der Oblasthauptstadt Jaroslawl an der Sogoscha, nahe deren Mündung in den Rybinsker Stausee.
Poschechonje ist Verwaltungszentrum des gleichnamigen Rajons.
Die nächstgelegene Bahnstation ist Rybinsk an der Strecke Jaroslawl–Bologoje 65 Kilometer südwestlich. Durch Poschechonje führt die Straße R104 Rybinsk–Tscherepowez entlang dem Ostufer des Rybinsker Stausees.

## Geschichte

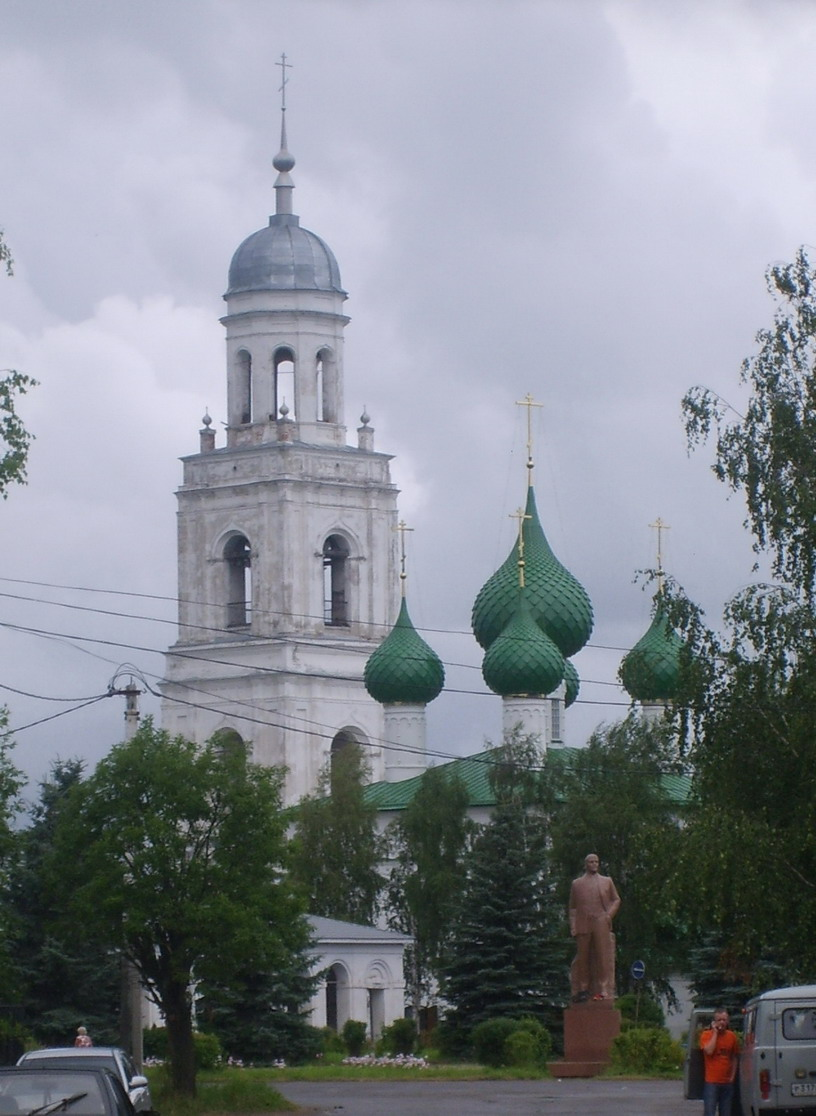
Dreifaltigkeitskirche und Lenindenkmal in Poschechonje

An Stelle der heutigen Stadt existierte im 17. Jahrhundert das Klosterdorf Pertoma.
1777 erhielt es das Stadtrecht unter dem heutigen Namen, der etwa Gegend an der Schechon bedeutet, wobei Schechon eine alte Bezeichnung des Flusses Scheksna ist, in den die Sogoscha vor der Schaffung des Rybinsker Stausees unweit mündete.
Seit dem 18. Jahrhundert entwickelte sich in Poschechonje das Handwerk der Herstellung von Blattgold sowie dünner Silber- und Aluminiumfolien, z. B. zur Herstellung militärischer Ehrenzeichen.
Von 1918 bis 1992 hieß die Stadt Poschechonje-Wolodarsk nach dem Revolutionär W. Wolodarski (1891–1918).

### Bevölkerungsentwicklung
| Jahr | Einwohner |
| ---- | --------- |
| 1897 | 4033      |
| 1926 | 4304      |
| 1939 | 6856      |
| 1959 | 7853      |
| 1970 | 8010      |
| 1979 | 7834      |
| 1989 | 8042      |
| 2002 | 6973      |
| 2010 | 6084      |

Anmerkung: Volkszählungsdaten (1926–1939 gerundet)

## Kultur und Sehenswürdigkeiten
In Poschechonje sind die Dreifaltigkeitskathedrale (Троицкий собор/Troizki sobor) von 1717 und die Mariä-Himmelfahrts-Kirche (Успенская церковь/Uspenskaja zerkow) von 1822 erhalten.
Fünf Kilometer von Poschechonje entfernt, beim Dorf Andrianowa Sloboda, liegt das Andrianow-Himmelfahrts-Kloster (Адрианов-Успенский монастырь/Andrianow-Uspenski monastyr).

## Wirtschaft
In Poschechonje gibt es Betriebe der Lebensmittelindustrie (Molkerei) und der Holzwirtschaft.
Nach der Stadt ist die in Russland bekannte Käsesorte Poschechonjer Käse (Poschechonski syr) benannt, welche aber zurzeit in Poschechonje nicht hergestellt wird.

## Söhne und Töchter von Poschechonje
- Czesław Białobrzeski (1878–1953), polnischer theoretischer Physiker und Astronom